# Hermann de Caríntia
|  | No s'ha de confondre amb Herman I de Caríntia o Hermann de Reichenau. |

Hermann de Caríntia   (Regió d'Ístria, c. 1100 - c. 1160), conegut com a Hermann el Dàlmata o, en llatí, Sclavus Dalmatin o Hermannus Secundus (com a ell li agradava que l'anomenessin per diferenciar-se d'Hermannus Contractus), va ser un traductor del segle xii, que va traduir obres científiques àrabs al llatí. Es coneixen pocs detalls de la seva vida. El seu renom, de Caríntia, no vol dir que fos originari de la regió austríaca que porta aquest nom, ja que en aquella època la regió era molt més gran i s'estenia pel sud fins a la costa de Dalmàcia, avui croata. En un dels seus llibres es refereix a Thierry de Chartres com un dels seus mestres, cosa que voldria dir que va estudiar a Chartres o a París, que eren dos centres intel·lectuals importants de l'època. Probablement va conèixer Robert de Ketton durant els seus estudis i, amb ell, va fer un llarg viatge per l'Orient.
Hi ha evidències de la seva activitat entre 1138 i 1143 per la ribera de l'Ebre, probablement perseguint la biblioteca dels emirs de Tudela, Saragossa i Lleida, els Banu Hud, una família il·lustrada, mecenes de les arts i les ciències. La seva col·laboració amb Robert de Ketton sembla també establerta, ja que Pere el Venerable els envià una carta demanant-los una traducció al llatí de l'Alcorà.
El 1143 Hermann fou a Tolosa de Llenguadoc, on completà la traducció del Planisferi de Ptolemeu. Posteriorment anà a Besiers, on acabà el seu De Essentiis. Després d'aquesta data no se'n sap res més.

## Obres
Obra original
- De Essentiis.
- Liber de Circulis: sembla que era una glossa del Planisferi de Ptolemeu. No s'ha conservat.

Traduccions
- Elements d'Euclides
- De Sphaeris de Teodosi
- Zij (Taules astronòmiques) de Muhàmmad ibn Mussa al-Khwarazmí
- Planisferi de Ptolemeu
- Fatidica de Sahl ibn Bixr
- De Occulti de diversos autors: és un compendi d'astròlegs àrabs.
- Liber Imbrium, un altre compendi sobre meteorologia.
- Introductorium Maius d'Albumasar[5]
- De Revolutionibus Nativitatum d'Albumasar
- De generatione Mahumet: conjunt de llegendes populars sobre el profeta
- Doctrina Mahumet